# 杜女士之死
朱丽卡·伊凡娜·杜（英語：Julieka Ivanna Dhu），通常简称杜女士（Ms Dhu），出于尊重原住民人名习惯考虑，传媒报导一般不写出她的名字。2014年，年仅22岁的澳大利亚原住民杜女士在西澳大利亚州黑德兰港警方拘留期间死亡。8月2日，警方获知杜女士的男伴违反暴力禁制令后前往住所将两人逮捕，随后发现杜女士还因欠缴罚款身负逮捕令。她被关进南黑德兰港警方拘留所，因未缴罚款羁押四天。
杜女士在拘留所自称疼痛难忍并被两次送进黑德兰卫生院。医疗人员认为她夸大其辞，可能是毒瘾发作。8月4日，杜女士自称已站不起来。警察指责她无病呻吟，将她铐住后抬上车第三次送到医院，院方不久宣布杜女士死亡，官方公布的死因是三个月前男伴打断肋骨造成感染。
警方经内部调查认定11名警察没有遵守规章或犯有行为失当罪，处以书面或口头警告。死因研讯判定警方对待死者“不专业、不人道”，医务人员能力不足。研讯报告还称，警方和医务人员所作所为源于对原住民的偏见，建议司法机构不再囚禁未缴罚款人员，推行羁押告知服务。经过多年延误，羁押告知服务终于在2019年10月实施。2019年9月西澳大利亚州总检察长约翰·奎格利建议修改法律，停止羁押未缴罚款人员，新法于2020年6月实施。

## 背景

### 杜女士
1991年12月26日，朱丽卡·伊凡娜·杜生于西澳大利亚州黑德兰港:5，是亚马吉族澳大利亚原住民。父母在她三岁那年分居，此后她基本是由傑拉爾頓的祖母养大，父母定期同女儿联系。据称小杜童年生活快乐，身体方面只患有轻度哮喘。:5据家人所述，小杜念完11年级（相同于高中毕业）后:5开始“与不良分子混在一起”，成了“野孩子”。
2009年11月，警方发现年仅17岁的小杜在电缆海滩昏睡，叫醒时她显然还受兴奋药效影响，赌咒发誓称“吃过摇头丸后啥也不记得”。警方以行为不检、拒不提供姓名和地址将她逮捕并关押一夜。次日保释后她又没有到儿童法院出庭，被处两百澳大利亚元罚款。小杜返回黑德兰港，2010年又牵涉两起涉警轻罪案，其中一次因行为不检被捕时还脚踢女警，随后受妨碍警务及袭警罪指控，法院再度判决罚款。
2013年，21岁的小杜开始和42岁的狄翁·鲁芬交往，此人之前已有孩子，而且小杜不知道法院曾判他家庭暴力罪名成立。同年12月下旬，小杜的母亲声称女儿开始变得孤僻而且身型消瘦。小杜告诉母亲，她和鲁芬都在吸食冰毒，两人每两周领取一次的社会福利金一到手就在一两天内用来买毒品。2014年复活节假期前后，小杜告诉祖母鲁芬打她，祖母带她离开鲁芬，买车票把孙女儿从傑拉爾頓送到1100公里外的皮尔布拉卡拉萨投靠亲友。鲁芬发现小杜前往卡拉萨后用几周时间又说服她回去，两人在南黑德兰港租房同居。2014年7月，小杜告诉爸爸说鲁芬打断她的肋骨，鲁芬后来承认，自称是小杜用剪刀刺他的腿在先。

### 西澳大利亚州拒缴罚款监禁
1991年，羁押原住民死亡皇家委员会发布报告提出339项建议，包括不再因未缴罚款发出逮捕令，在澳大利亚所有一级行政区（州和领地）实施羁押告知服务。该服务旨在向受羁押的原住民提供24小时法律咨询和电话支持热线，可与原住民法律援助机构的律师通话。杜女士去世时，澳大利亚只有新南威爾士州和澳大利亚首都领地已经施行羁押告知服务，此后两地截至2014年都从未有原住民在羁押期间死亡。
杜女士去世时，澳大利亚只有西澳大利亚州还在羁押欠缴罚款人员，新南威尔士州自1987年有人在羁押期间死亡后便率先停止这种做法。2010至2014年间，西澳大利亚州每年都有上千上因欠缴罚款入狱，该州入狱女子有三分之一是因该项罪名。截至2014年，澳大利亚原住民入狱人口有六分之一是未缴罚款，从2008年的33人增至2013年的223人。2015年，西澳大利亚州州长科林·巴尼特承认确有数量不明的人因欠缴罚款入狱，数量高于正式文献纪录，因为政府统计只包含入狱，不包括短期警方羁押。2006年中期到2016年中期，西澳大利亚州欠缴罚款的妇女有七成三失业，六成四是原住民。西澳大利亚州因欠缴罚款入狱将写上刑事犯罪纪录，澳大利亚其他一级行政区都只当民事纠纷处理。此外，西澳大利亚州警方无权酌情忽略未缴罚款的逮捕令。

## 逮捕
2014年8月2日，警察接到电话报讯，声称鲁芬违反暴力禁制令；事后调查杜女士死因期间，警察一直没有证实电话线人身份。杜女士尚未成年就曾三次被捕并处罚款，三个月前法院又因她欠缴罚款发出逮捕令。警方抵达杜女士和鲁芬的住所，交谈期间发现她名下的欠款逮捕令。警察逮捕两人并分别关在南黑德兰港警察局的相邻羁押房。杜女士的罚款总额是3622澳大利亚元，被判羁押四天，每天可折算还款250澳大利亚元。鲁芬因违反暴力禁制令、盗窃、殴打和刑事破坏数罪并罚，2016年3月还在服刑。西澳大利亚州囚犯审查委员会认为他“对社会构成致命威胁”，故而撤销他的保释。

## 情况恶化并去世
杜女士被捕后自称疼痛难忍，但警方询问时鲁芬就在旁边，杜女士含糊其辞。警察给她两片对乙酰氨基酚止痛药，当晚八点把她送到黑德兰卫生院。经过短暂检查，医务人员判定她的分诊级别是四，紧急程度倒数第二。检查杜女士的安妮·朗事后接受死因研讯调查，自称当时相信杜女士感到疼痛，但有意夸大程度。她给杜女士开羟考酮和地西泮止痛，宣布病人情况好转，可以送回警方继续羁押，杜女士不久回到羁押房。
根据证词，杜女士接下来20小时哭喊求救、呕吐，请求前往医院。閉路電視录像显示他人要求杜女士把疼痛感从轻到重按一至十分级，她的回答是“十”。8月3日里克·邦德警佐上班后得知杜女士的病情，他致电杜女士的父亲是否愿意代付罚款换取女儿释放。杜女士的父亲自称没那么多钱，还称女儿吸食冰毒成瘾。邦德接受质询时表示，通过电话后他以为死者当时是在伪装病情想获释，并把上述看法告诉其他警察。当天下午警方铐住杜女士并送到卫生院，医务人员笔记显示杜女士“哭喊疼痛难忍……心跳过速、惊叫、脱水，心跳每分126次”。因体温计不足，卫生院没有测量体温。分诊护士艾丽丝·希瑟顿告知警方“这可能是脱瘾症状”。前一晚目睹杜女士来院治疗的瓦法·纳德里医生用超声波检查后开具对乙酰氨基酚止痛，宣布病情已经改善，警方可以继续监禁，当晚纳德里的笔记上有“行为问题”和“毒品？”字样。闭路电视录像显示，杜女士返回警局时，警察口称：“对乙酰氨基酚？就为点儿止痛药搞这么大阵仗？”录像还显示邦德将另一人和杜女士关在一起，要求此人好好看看杜女士那副德行：“不要吸毒，否则就会像这个女人一样，这就是下场”。
8月4日，杜女士向警方请求再到医院治疗，自称已站不起来。刚刚换班的雪莉·伯吉斯警员声称，邦德警佐已事先通知，杜女士是“满口谎言”而且“装病”的瘾君子，伯吉斯自称接受邦德的说法，因为“他的话就是法律”，而且邦德面对质疑报以言语攻击的名声在外。她还在作证时表示，邦德曾在杜女士耳边小声言道：“你他妈的瘾君子都已经去过两次医院，门儿都没有”。邦德自称没有当面叫杜女士“瘾君子”，但在与他人谈论时可能说过。他自称曾警告杜女士：“这是最后一次送你妈的去医院。”闭路电视录像显示伯吉斯强迫杜女士坐在地上，警察松手后杜女士向后倒，头撞在混凝土地面。伯吉斯在接受质询时声称杜女士当时滑倒。中午12点半，邦德第三次把杜女士送到卫生院，伯吉斯与克里斯托弗·马蒂埃铐住杜女士后把她抬上警车后车厢:87。闭路电视录像显示她因疼痛呻吟，马蒂埃在旁大小声要她“闭嘴”。抵达卫生院时，马蒂埃又告诉护士“她在装病”:89，护士听到后表示杜女士心脏病发。医务人员尝试急救，马蒂埃在旁继续宣称她在装病:89。警方将人送到医院53分钟后，医务人员宣布杜女士死亡。杜女士是1991年羁押原住民死亡皇家委员会发布报告后第340名羁押期间死亡的澳大利亚原住民。

## 死因研讯

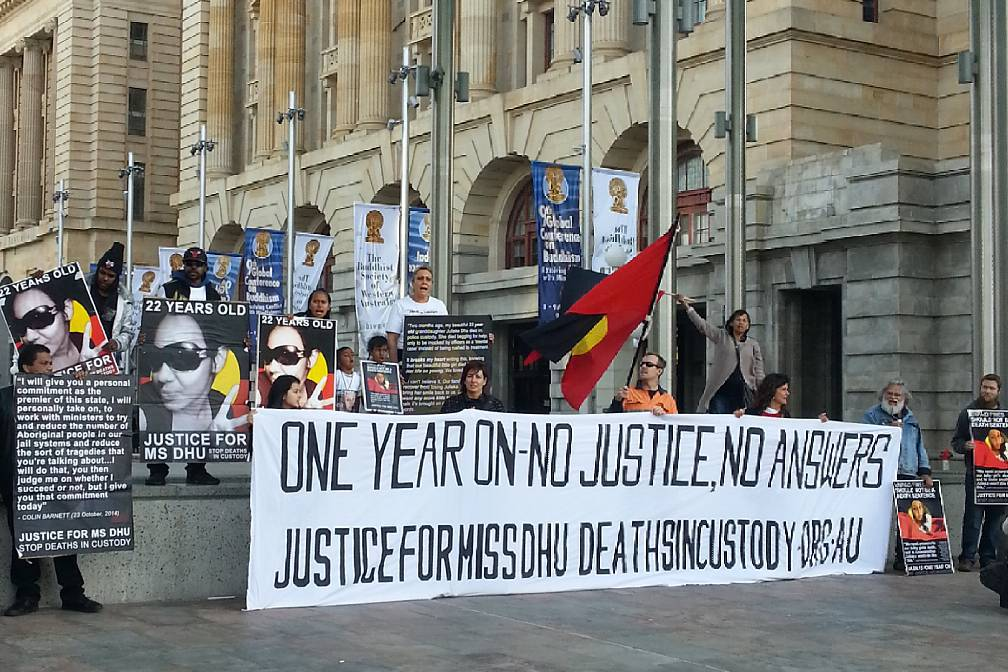
杜女士死亡一周年之际的抗议示威

杜女士在押期间的详细情况公布后，她的家人于2014年10月要求开展死因研讯，呼吁对欠缴罚款不再施以羁押，要求实施羁押告知服务，对所有警局实行24小时医疗保障和独立监督，“为社会公正而非监狱投资”。绿党议员罗宾·查普支持上述诉求。据称西澳大利亞州政府和警方此时还在调查，准备向死因裁判官递交报告。巴尼特州长2014年末在珀斯的集会现场表示同情受害者家属，承诺“彻底公布真相”，但坚称没必要开展死因研讯。2016年2月，“杜女士盟友”匿名活动组织开始把杜女士和家人的形象投影到珀斯城内建筑，警醒人们关注死因和即将启动的研讯。杜女士死亡一周年之际，澳大利亚各地爆发抗议示威要求调查。杜女士之死及其家人的积极活动引发澳大利亚全国传媒关注，此前羁押期间死亡的澳大利亚原住民极少激起风浪。
死因研讯2015年11月开始。公众收到警告，身穿带有“公正对待朱丽卡”字样T恤者不得入内，两名上衣写有“原住民人权卫士”字样的女子未能入场。研讯第一天出示的证据表明，杜女士去世三个月前被鲁芬打到肋骨骨折，引发肺炎和敗血症致死，死者被捕后的警方闭路电视录像也在现场播放。研讯期间，死者家属、参与治疗的医务人员及十名警察接受质询。受害人之母作证时自称两次致电警局，要求与警方羁押的女儿通话被拒。人权律师乔治·纽豪斯在研讯期间代表羁押原住民死亡监护委员会出庭。研讯启动后，杜女士的家人遭遇网络暴力洪流，网民谴责死者是犯罪分子，纯属自作自受。
警方和医务人员作证时一致宣称杜女士装病，伯吉斯自称以为犯人装晕，想让警察快点送她去医院。调查人员得知，已有11名警察因未遵循正当程序受到纪律处分，警方内部调查还认为四名警察“行为不专业”，面对情况“没有丝毫紧迫感……未能理解情况严重程度并正确应对”。伯吉斯的纪录处分最为严厉，副警察局长以犯人头部撞击混凝土地面后依然“毫无紧迫感”为由向她发出警示。三名警察收到书面警告，七人口头警告。这些警告没有马上引起纪律处分，只影响警察晋升几率。大部分警察在研讯期间承认不知道这些警告是什么意思，又是出于什么原因。两名警察在受警告后晋升，邦德警佐此时已离开警队，研讯时自称是因“家庭因素”辞职。调查人员询问邦德是否非人对待杜女士，他回答“我看算不上非人，应该说不够专业”。医疗专业人士作证时称，如果警方第二次送杜女士就医时院方准确诊断伤情，她应该就能活下来。西澳大学农村卫生教授桑德拉·汤普森的证词宣称，如果杜女士是白人中产阶级，警方和卫生院“肯定会花更多时间去了解病情和伤痛，这就是典型的制度种族主义”。资深医护人员甘尼申·萨卡拉帕尼表示，黑德兰卫生院没有制度种族主义文化，即便杜女士是白人，待遇和治疗也不会有任何区别。
死因研讯由西澳大利亚州死因裁判官罗莎琳达·福利亚尼主持，2016年12月15日结束:165。福利亚尼认为警方对待杜女士“不专业、不人道”，“远低于预期标准”。她批评警方和院方对原住民心存偏见，受害人第二次就医时得不到合理救治，谴责警方在杜女士几乎昏迷时仍然给她戴上手锗之举实在“可耻”。研讯期间，福利亚尼拒绝公开警方羁押杜女士的闭路电视录像，声称受害人隐私比公共利益更重要。裁判官的决定引起死者家属与原住民人权团体反弹，宣称此举旨在“掩盖”种族主义。人们在社交媒体上采用（意为“#公布闭路电视录像”）标签造势，要求公布录像。递交调查结果后，福利亚尼下令公开录像，但死者第三次就医的部分例外。福利亚尼的报告不建议刑事起诉警方或医务人员，只建议不再羁押欠缴罚款人员，强制实施羁押告知服务。

### 反响
研讯报告没有指出任何人应对杜女士的死负责，死者家属颇感不满，并向传媒表示有意采取进一步法律行动。西澳大利亚州总警监卡尔·奥卡拉汉承认警方未能有效保障杜女士的安全、福祉和尊严。西澳大利亚州原住民司法援助组织负责人丹尼斯·艾金顿称死因裁判官的报告“很好”，就是来得太晚。巴尼特州长看到研讯报告后表示不会按其中建议行事。
死因研讯报告发布后不久，歌手费利克斯·里伯创作颂歌《杜女士》，并制成批评警方和政府行径的音乐视频。Black Lives Matter、SayHerName（“说出她的名字”）和Idle No More（“不再懈怠”）运动组织合作，在互联网上流传杜女士的照片和警局遭遇录像，将原住民公正待遇运动与北美洲及至全世界的人权运动联系起来。
《社会与法律研究》期刊发文宣称，杜女士之死与澳大利亚普遍存在的“性别、制度和结构种族主义”有内在联系，死因裁判官对此视而不见，反而将受害者之死归咎于一系列“个人失误”。文章指出，死因研讯结果表明，只有工作经验最少的警察才把杜女士当人看待，说明此人受西澳大利亚州警队文化荼毒程度最轻。《定居殖民研究》期刊的文章看法类似，批评此次死因研讯不过是殖民者的表演，企图维持他们的征服者地位，根本无法解决杜女士苦难的源头：殖民者仿佛癌症般掠夺社会养分，实际代表父权制和剥削。

## 余波
2015年6月，西澳大利亚州政府宣布提升警方羁押安全程度，努力减少羁押的轻罪或青少年犯人数，但没有说明是否包含欠缴罚款人员。西澳大利亚州原住民司法援助组织认可政府宣告，要求落到实处。杜女士的祖母声称政府声明不足以解决她的担忧，但至少是好的开始。西澳大利亚州惩戒署长乔·弗朗西斯反对任何不再关押欠缴罚款人员的计划，此前他还曾呼吁对欠缴罚款人员加重处罚，如延长羁押时间。羁押原住民死亡监护委员会主席马克·纽豪斯指出，弗朗西斯的提议令政府减少囚禁原住民的承诺“形同谎言”，西澳大学犯罪学家希尔德·图克斯博士也称，如此提议会令原住民、妇女和贫困人口的处境雪上加霜。
2016年5月，监禁署督查尼尔·摩根的报告援引杜女士之死，建议西澳大利亚州不再囚禁欠缴罚款人员。2016年10月，澳大利亚原住民事务部长奈格爾·斯卡良提出，任何州如果推行羁押告知服务，联邦政府愿承担前三年费用，但西澳大利亚州政府没有接受。2017年3月，杜女士家属在2017年州选举前夕谴责西澳大利亚州两个主要政党不支持羁押告知服务。执政的自由党表态反对羁押告知服务，工党表示支持不再羁押欠缴罚款人员，此外只愿意考虑实施羁押告知服务。
2017年9月，西澳大利亚州政府向杜女士的家属补偿110万澳大利亚元并正式道歉，而且不限制死者家属继续采取法律措施，与2017年7月家属在西澳大利亚州最高法院递交的民事诉讼也没有关系。杜女士的祖母自称对政府道歉和补偿感到意外，但她更希望看到有人对孙女儿的死负责。西澳大利亚州总检察长约翰·奎格利宣布补偿金额的同时还称有意强制推行羁押告知服务。2017年10月，澳大利亚联邦政府敦促全国所有一级行政区推行羁押告知服务，奎格利表态支持，声称杜女士被捕后如果有人联系原住民司法援助组织，“结果将完全不同”。不到一周，要求推行羁押告知服务的网上请愿书就有近两万人签名。
2018年5月，法院以未缴罚款罪名向杜女士的堂妹艾丽拉·凯利-莱德发出逮捕令。凯利-莱德本来一直按时缴纳罚款，但未能续签就业合同失业后无法继续付款。凯利-莱德经众包活动筹款还钱时得知逮捕令已经撤回，认为这应该是案件引来的宣传所致，对此她质疑其他欠缴罚款的人是否会有同等待遇。有消息称，2018年下半年西澳大利亚州议会将提议改革，不再羁押欠缴罚款人员。同年十月，奎格利自称会在2019年建议修订法律，不再羁押欠缴罚款人员。
2018年5月，新闻报导称西澳大利亚州政府又考虑接受2016年斯卡良的提议，预计羁押告知服务会在2018年结束前开始由西澳大利亚州原住民司法援助组织运作。羁押告知服务因资金问题影响多次延期，直到2019年10月才启动。
2019年9月，西澳大利亚州原住民女子受暴力殴打后向警方求助，但随后就因欠缴罚款被投入监狱。奎格利事后表示会在“数周内”递交修正法案。法案在同月提出，2020年6月19日御准。次日，该州所有欠缴罚款人员的逮捕令撤销，不允许再发出同类逮捕令。

## 扩展阅读
- Lydon, Jane; Oxenham, Donna. . The Conversation Australia. 2016-11-29  [2021-02-21]. （原始内容存档于2020-11-08）.
- (PDF). Commonwealth of Australia. 2017-12  [2019-06-09]. （原始内容 (PDF)存档于2019-06-09）.